# 鹿児島県立奄美高等学校
鹿児島県立奄美高等学校（かごしまけんりつあまみこうとうがっこう, Kagoshima Prefectural Amami High School）は、鹿児島県奄美市名瀬古田町にある県立の実業高等学校。地元では「奄高」（あまこう）と呼ばれている。

## 概要
歴史
1917年（大正6年）創立の「名瀬村立名瀬実科高等女学校」を前身とする。1954年（昭和29年）に名瀬市内の県立高校2校と市立高校1校、計3校の統合により「鹿児島県立大島実業高等学校」となる。現校名になったのは1970年（昭和45年）。2012年（平成24年）には創立95周年を迎えた。
設置課程・学科
全日制課程 5学科
- 商業科
- 情報処理科
- 家政科
- 衛生看護科 - 県内の衛生看護科を擁する高校では唯一専攻科（3年修了後の2年制）を併設しておらず、卒業後の准看護師養成を視野に入れた学科。
- 機械電気科 - 2年次から2コース（電気コース・機械コース）に分かれる。

定時制課程（夜間） 1学科
- 商業科

校訓
- 自主創造の精神
- 友愛奉仕の態度
- 不撓不屈の根性

校章
現在の校章は2代目で2003年（平成15年）に制定された。校名の「奄」の文字を図案化したものを背景にして中央に「高」の文字を置いている。
校歌
作詞は内与詞守、作曲は武田恵喜秀による。歌詞は3番まであり、最後に校名の「奄美高校」が登場する。
同窓会
校舎の建つ地にちなんで「配田ヶ丘（はいだがおか）同窓会」と称している。

## 沿革
前身（高等女学校）
- 1917年（大正6年）6月 - 名瀬尋常高等小学校（名瀬村金久里/奄美市立名瀬小学校の前身）に「村立名瀬実科高等女学校」が併設される。
  - 修業年限を2年、定員を100名とする。校長は名瀬尋常高等小学校校長が兼任。
- 1920年（大正9年）9月 - 修業年限を3年、定員を150名に変更。
- 1923年（大正12年）7月 - 名瀬村が町制施行により名瀬町となったため「町立名瀬実科高等女学校」に改称。
- 1928年（昭和3年）3月 - 修業年限を4年、定員を200名に変更。
- 1929年（昭和4年）5月 - 専任校長として大井徹翁が就任。
- 1930年（昭和5年）3月 - 定員を400名に増員し、「鹿児島県奄美高等女学校」（名瀬町立）に改称。
- 1931年（昭和6年）2月 - 県立移管により「鹿児島県立奄美高等女学校」に改称。
- 1934年（昭和9年）12月 - 元カトリック立大島高等女学校[注釈 2]校舎（名瀬町金久配田）に移転。
- 1945年（昭和20年）9月2日 - アメリカ軍によって奄美群島は本土から分割され、琉球列島米国民政府の統治下に置かれる。
- 1946年（昭和21年）
  - 2月2日 -　GHQにより、奄美群島を含む北緯30度以南の諸島が正式に日本から行政分離されアメリカの占領下に置かれる。
  - 7月1日 - アメリカ占領下で市制施行を行い、名瀬町が名瀬市となる。
  - 10月3日「臨時北部南西諸島政庁立 奄美高等女学校」に改称（「鹿児島県立」が除かれる）。
- 1947年（昭和22年）4月 - 学制改革により、新制中学校を併設（以下・併設中学校）。
- 1948年（昭和23年）4月 - 学制改革により、高等女学校の生徒募集を停止。
- 1949年（昭和24年）4月 - 学制改革により、高等女学校は廃止され、新制高等学校「臨時北部南西諸島政庁立 大島高等学校 第二部」となる（本土より1年遅れ）。
  - この時、旧制中学校が第一部、農林科が第三部となった。
- 1950年（昭和25年）
  - 4月 - 第一部（男子部）に第二部（女子部）の生徒を編入させることで男女混合の学級（普通科のみ）を編成し、男女共学を開始。
  - 11月25日 - 「奄美群島政府立 大島高等学校 第二部」に改称。
- 1951年（昭和26年）9月 - 総合制を解消し、家庭科を有する「奄美群島政府立 大島女子高等学校」となる。
- 1952年（昭和27年）4月 - 「琉球政府立 大島女子高等学校」に改称。琉球大学大島分校が併設される。
- 1953年（昭和28年）12月25日 - 奄美諸島が日本に返還され、「鹿児島県大島女子高等学校」に改称。琉球大学大島分校が廃止される。

統合
- 1954年（昭和29年） - 鹿児島県大島女子高等学校・名瀬市立名瀬高等学校（定時制）・鹿児島県大島農業高等学校の3校の統合により、「鹿児島県大島実業高等学校」として開校。
- 1955年（昭和30年） - 与論教場を廃止。
- 1956年（昭和31年）4月1日 - 「鹿児島県立大島実業高等学校」に改称（県の後に「立」を加える）。
- 1962年（昭和37年）9月3日 - 緊急輸血用血液を投下するために飛来した海上自衛隊の哨戒機が校庭のマツの大木に接触。付近の住宅に墜落[2]。
- 1965年（昭和40年）- 農林科閉科
- 1968年（昭和43年） - 電気科・機械科・化学工学科が分離して鹿児島県立大島工業高等学校として独立。
- 1969年（昭和44年） - 笠利教場が分離して鹿児島県立大島北高等学校として独立。
- 1970年（昭和45年） - 「鹿児島県立奄美高等学校」と改称。
- 1971年（昭和46年）4月1日 - 鹿児島県立大島高等学校から商業科が移管される。
- 2010年（平成22年）4月1日 - 鹿児島県立大島工業高等学校を統合し、機械電気科を設置。機械電気科実習棟が完成。

## 学校行事
- 9月 - 体育祭（全日制）
- 10月 - 文化祭（定時制）
- 11月 - 奄高祭（全日制）

## 部活動
全日制課程
運動部
- バスケットボール部
- ソフトテニス部
- 野球部
- ハンドボール部
- 卓球部
- サッカー部
- バレーボール部
- ソフトボール部
- 水泳部
- 剣道部
- 弓道部
- 空手道部
- 柔道部
- 陸上部
- バドミントン部
- 硬式テニス部
- ラグビーフットボール部

文化部
- 美術部
- 放送部
- 手芸部
- 食物部
- 吹奏楽部
- 商業クラブ
- ワープロ部
- 英語部
- 演劇部
- 郷土芸能部
- 簿記部
- 文芸部

定時制課程
運動部
- バスケットボール部

## 交通
最寄りのバス停
- しまバス「奄美小学校前」バス停
  - 奄美空港からバスで約1時間
  - 名瀬港からバスで約20分

## 周辺
- 奄美市立奄美小学校
- 鹿児島県立奄美図書館

## 著名な出身者
- 肥後剛 - プロバスケットボール選手
- 琉王優貴 - 大相撲力士